# История баптизма
Баптизм отличается от других направлений в христианстве главным образом практикой «водного крещения по вере», что приводит его к отрицанию крещения младенцев. Исторически это приводило к фактическому перекрещиванию людей. Первыми баптистами такого рода были анабаптисты Германии XVI века (Губмайер). Однако после разгрома имперскими войсками анабаптисты трансформируются в пацифистов-меннонитов (от имени Менно Симонс), которые мигрируют в Голландию и в Амстердаме в 1609 году смыкаются с английскими пуританами Джона Смита (John Smyth, 1554—1612).

## XVII век
В 1612 году, когда в Англии схлынула волна религиозных преследований, часть английских кальвинистов (пуритан), восприняв некоторые черты учения меннонитов, возвращаются в Англию, и в том же году в Лондоне возникла первая баптистская община Англии во главе с последователем Смита Томасом Хелвисом (Thomas Helwys, 1575–1616). Именно в Англии полностью сформировались вероучение и догматы, а также возникло само наименование «баптисты». Первые баптисты придерживались арминианских взглядов и получили название общих баптистов. 
Наряду с ними появились и баптисты исповедующие традиционную кальвинистскую теологию. Они получили название частных (партикулярных). Впервые они заявили о себе в 1644 в Лондоне, а в 1689 году в их среде появилось Баптистское исповедание веры (Baptist Confession of Faith), в основе которого лежало Вестминстерское исповедание веры. 
Наибольшего развития баптистское движение достигло в Северной Америке. Основу первых баптистских общин составили изгнанники из пуританских колоний, преследуемые за высказывание взглядов о необходимости отделения церкви от государства и отказ от крещения детей. В 1638 году группой таких верующих во главе с переселенцем Роджером Уильямсом была основана новая община Род-Айленд, где официально была провозглашена свобода вероисповедания, а в городах Провиденс и Ньюпорт основаны первые баптистские церкви (First Baptist Church in America).. В 1682 году появляется баптистская церковь в городе Чарльстон (Южная Каролина).

## XVIII век
В 1707 пять церквей в колониях Нью-Джерси, Пенсильвании и Делавэра создали Филадельфийскую баптистскую ассоциацию. В 1751 году к баптистам присоединяется бывший конгрегационалист Исаак Бакус, который учреждает первую баптистскую семинарию в Массачусетсе (Брауновский университет). 
В 1792 было основано Английское баптистское миссионерское общество, положившее начало совр. миссионерскому движению в англоязычных странах.  
После обретения религиозной свободы баптисты развернули активную миссионерская деятельность, охватывавшую, помимо белых колонистов, индейцев и чернокожее население страны. Среди последних эта конфессия получила широкое распространение, вследствие чего до настоящего времени в США существует несколько афроамериканских баптистских объединений..

## XIX век
В 1813 частные (партикулярные) баптисты создали Баптистский союз Великобритании и Ирландии. В 1814 году американские баптисты организовались в Трехлетний съезд (Triennial Convention) со штаб-квартирой в Филадельфии (Пенсильвания). В 1835 году Иоганн Онкен принимает полное водное крещение от американского баптистского проповедника в водах Эльбы. В 1837 году им было составлено Гамбургское вероисповедание. 
В 1845 году в США возникла Южная баптистская конвенция, отколовшаяся от северных баптистов по вопросу о рабстве. В 1850 году баптистом становится известный проповедник Сперджен. В 1871 году баптизм достигает России (Херсонская губерния),  где за основу вероучения берется Гамбургское исповедание. В 1890 году американские баптистские миссионеры начали свою деятельность в Японии. В 1891 к Баптистскому союзу Великобритании присоединилась часть английских общих баптистов.

## Современность
17 июля 1905 года на Первом Всемирном съезде баптистов в Лондоне был основан Всемирный баптистский альянс (Всемирный союз баптистов). В 1914 году появилась Нигерийская баптистская конвенция (Nigerian Baptist Convention, NBC). В 1952 году была основана Японская баптистская ассоциация. 
К 2016 году в него входили 235 баптистских объединений (включающие более 160 тысяч церквей с 45,5 млн верующих), действующих практически во всех регионах мира.

## Самые известные баптисты
- Гарри Трумэн — 33-й президент США.[9]
- Джимми Картер — 39-у президент США.
- Билл Клинтон — 42-й президент США.[9]